# ブッテンハイム
ブッテンハイム (ドイツ語: Buttenheim) は、ドイツ連邦共和国バイエルン州オーバーフランケン行政管区のバンベルク郡に属する市場町。バンベルクとニュルンベルクの間に位置する。

## 地理

### 自治体の構成
この町は、公式には10の地区 (Ort) からなる。このうち孤立農場などを除く集落を以下に列記する。
- ブッテンハイム
- ドロイシェンドルフ
- フランケンドルフ
- グンツェンドルフ
- ケッチェンドルフ
- シュタッケンドルフ
- ティーフェンヘーヒシュタット

## 歴史
ブッテンハイムは、"Heim des Botho" として1017年に初めて文献中で言及されている。この集落は、レグニッツ川の南北の渓谷沿いに位置しており、おそらく、550年頃に形成されたと推測されている。793年、カール大帝はフォルヒハイムからヴュルツブルクへ船でたどる際に、スラヴ人にキリスト教を布教するために教会を建設するよう命じた。これを承けて、800年頃にラーデンツガウ（バンベルクを中心とする古い地域名）に14のスラヴ教会が建設され、その一つがブッテンハイムにも建てられた。
17世紀の中頃までにブッテンハイムは、バンベルクとフォルヒハイムの間に位置する重要な邑となっていた。レーゲンスブルクからバンベルクやハルシュタットを経由しマクデブルクへ行く通商路がブッテンハイムを通っていたためである。他にもシュタイガーヴァルトからヒルシャイトを経由してフレンキシェ・シュヴァイツに入っていく東西の道もここを通っていった。この道は現在の州道2260号と一部同じルートを採っている。
1304年に初めてその名が現れるシュリュッセルベルクの領主シュティーバール家は、ブッテンハイムを本拠地として、1762年まで裁判や行政を執行した。この後ゼーフリート男爵領となり、1806年のライン同盟によってバイエルン領となった。

### 人口推移
この地域の人口は、1970年 2,619人、1987年 2,786人、2000年 3,092人であった。2005年初めの人口は、3,442人であった。

## 行政
この町の政治は「CSU / Zum Wohl der Gemeinde / Neue Wählergemeinschaft」という政党連合が議会、首長ともに掌握しており、ドイツ社会民主党、自由民主党、同盟90/緑の党といった政党は議会に1議席も保有できていない。他の小政党としては、「Bürgerblock Gunzendorf」（グンツェンドルフ市民団体）、「WG Dreuschendorf」（ドロイシェンドルフ選挙グループ）、「WG Ketschendorf」（ケッチェンドルフ選挙グループ）あるいは「WG Frankendorf」（フランケンドルフ選挙グループ）がある。

### 紋章
紋章は、まず左右に分割される。向かって左側は、さらに銀地と黒地で上下に分けられる。上部には赤い槍の穂先が描かれる。向かって右側は上部が赤く塗られ、下部は銀地に青いナイフが直立した形で描かれる。
黒 - 銀側の図柄は、ブッテンハイムに館を構えたシュティーバール家の家紋を変形したものである。この家の紋章は、分割線から生えるような形で金の柄が付いた赤い穂先の槍が描かれていた。
赤と銀の配色は、この町の土地所有者であるバンベルク司教本部領を象徴する色である。青いナイフは、この町の守護聖人である聖バルトロマイの持ち物である。

## 文化と見所

### ビール醸造所
ブッテンハイムには大きなビール醸造所が2つある。ザンクト・ゲオルゲン・ブロイとレーヴェン・ブロイである。この他に、グンツェンドルフ地区とドロイシェンドルフ地区にそれぞれ一つずつ醸造所がある。

### 教区教会

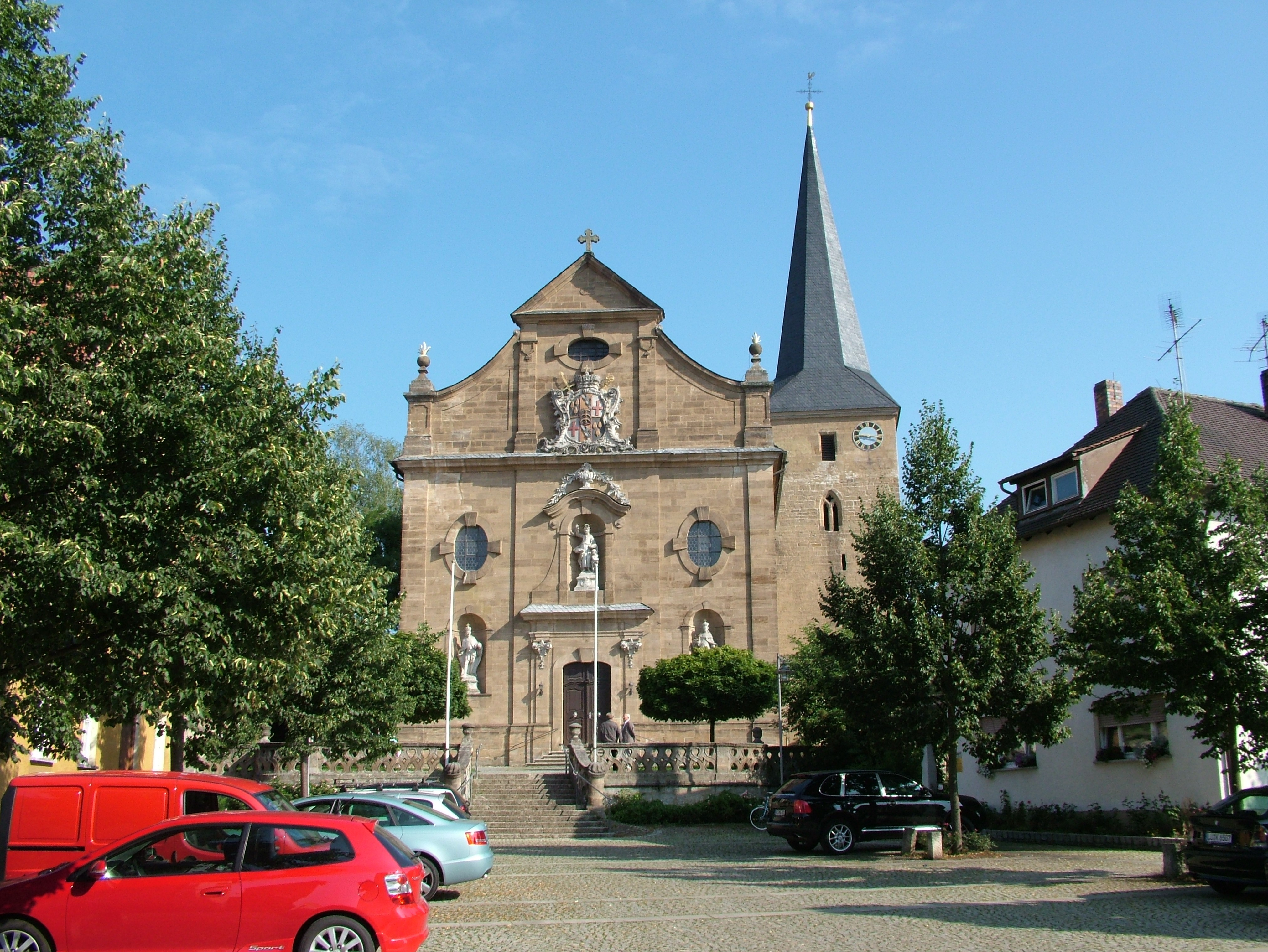
ブッテンハイムの聖バルトロマイ教区教会

ブッテンハイムの聖バルトロマイ教区教会は、おそらくカール大帝がヴュルツブルク司教にラーデンツガウに建設させた14のスラヴ教会の一つがその起源であろうと推測されている。

### ブッテンハイム城

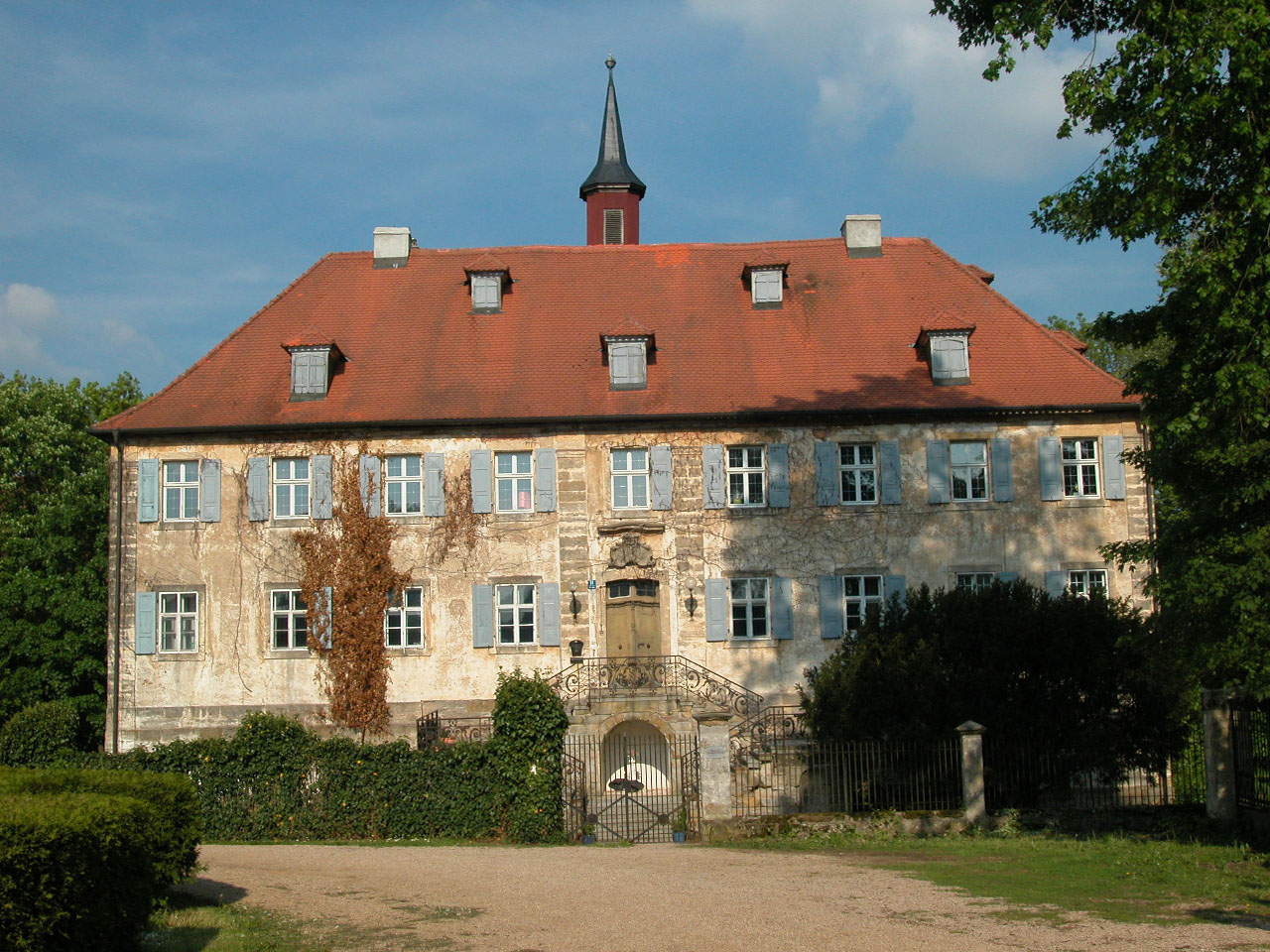
ブッテンハイム城

ブッテンハイムには元々2つの城があった。オーベレ・シュロス（上の城、ダイヒゼルブルクともいう）とウンテレ・シュロス（下の城）である。両方ともシュティーバール男爵家の所有で、男爵家はこの他にも近辺のアイシュ、プレッツフェルトおよびエルムロイトに3つの城館を持っていた。シュティーバール家は、1253年に遡る家柄で、かつては、クローナハ、ニュルンベルク、ブッテンハイムおよびクルムバッハに囲まれた帝国直轄領の騎士カントーンに属していた。中世にこの一門からは、多くの女子修道院長、ドイツ騎士団の騎士、バンベルクやヴュルツブルクの司教座教会参事会会員を輩出した。1377年から1560年の間に、少なくとも14人の司教座教会参事会会員がこの家門から出ている。
オーベレ・シュロスは、四隅に塔を持つ四角形の城壁に囲まれた城であったが、1525年のドイツ農民戦争の際に略奪され、炎上した後、再建されていない。
現在、ブッテンハイム城とされているのはウンテレ・シュロスで、元々はリヒテンシュタイン家の居館であったのを、1438年にシュティーバール家が受け継ぎ、ブッテンハイムに移築したものである。
シュティーバール家は、当時ブッテンハイムで、シュリュッセルベルクの裁判権を掌握していた。シュティーバール家の資産であるウンテレ・シュロスは何度も焼失を繰り返している。1492年、アルブレヒト・シュティーバールとバンベルクの司教領主ハイリヒ3世の間のフェーデによって、1525年には「反乱を起こしたよそ者」によって、さらに1561年にも使用人が部屋の明かりをうっかり消し忘れて眠ってしまうという不注意から出火している。ハンス・ヨアヒム・フォン・シュティーバールが、この被害を修復した。シュティーバール家は、非常に早い時期からルター派の信仰を公言していた。1591年にはすでに、ブッテンハイム城にプロテスタントの説教師を招いたことが文献に記されている。
1630年、シュティーバール家は、皇帝の命令により、その所有地を押収された。ブッテンハイムは（従ってブッテンハイム城も）、数年間、シュヴェルツェンベルク侯ゲオルク・ルートヴィヒのものとなった。1648年、ヴェストファーレン条約が締結され、シュティーバール家はその地所を回復することができた。
1762年、シュティーバール男爵ヨハン・ゲオルク・クリストフ・ヴィルヘルムが亡くなり、この家門のフランケン地方における主流は断絶した。そのレーエンはバンベルク司教、ヴュルツブルク司教、ザクセン＝コーブルク公の間で分配された。私有財産は、相続人である未亡人と娘に受け継がれた。
エアランゲンで法律を学んでいたブランデンブルク宮廷の廷臣ヴィルヘルム・クリスティアン・フリードリヒ・フォン・ゼーフリートは、1761年にエリーザベト・ゾフィー・フォン・シュティーバールと結婚していた。数年後、この婚姻に基づき彼はブッテンハイムに移り住んだ。当時の「中世然とした、重厚な、真四角な、マンサード屋根のある火事で壊れ煤けた塔」のあるウンテレ・シュロスを壊して、1774年に、現在もその中にプロテスタントの礼拝堂を持つ塔とともに現在のバロック様式の城を建設した。
1763年にヴィルヘルム・クリスティアンは「話し合い」によって新たな城の教区を設けた。1790年、個人的には生涯プロテスタントの信仰にかけたヴィルヘルム・クリスティアンは男爵に昇格した。1814年に「城の礼拝堂区」は「プロテスタントの城の教区」になった。1826年8月27日に城の礼拝堂は、地区の教会堂として奉献された。
現在も、ヒルシュハイト教区内にあるにもかかわらず、城の礼拝堂はブッテンハイムのプロテスタント教区教会として利用されている。
ヴィルヘルム・クリスティアンの時代から現在まで、ブッテンハイム城は、常に彼の子孫の居館であり続けている。

### 『金賞の村』フランケンドルフ
木組み建築の集落フランケンドルフは、1981年に"Unser Dorf soll schöner werden"（美しい村）コンクールで連邦優勝した。1980年の郡大会での選考評はこう言っている。
「31棟の文化財保護対象となる農家がなす密度の高い木組み建築のアンサンブルは、オーバーフランケンでも類を見ないものである。」
さらに
「住民達の協力と献身は郡内の他の模範となるものである。」
風景については、
「果樹園が理想的に緑をなし、谷には木立が見られる。風景の移り変わりは、流れるようだ」

### レーフィ・シュトラウス博物館

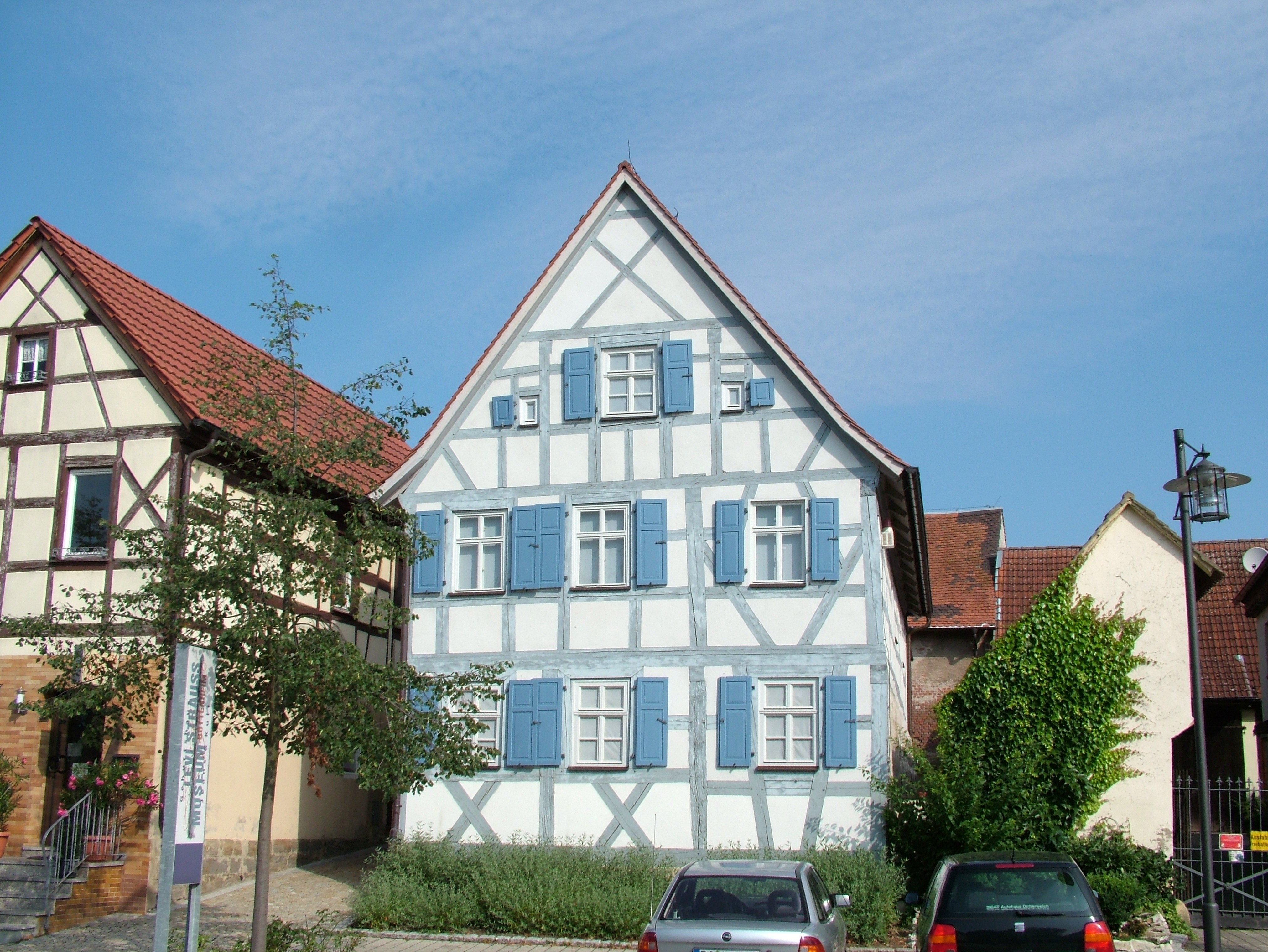
レーフィ・シュトラウス博物館

ブルージーンズの発明者、レーフィ・シュトラウスは、1829年2月26日にブッテンハイムで、レープ・シュタインとして生まれた。生家は、彼の博物館となっている。1687年に建造された木組み建築は、1733年に増築され、2家族が暮らしていた。博物館の常設展示では、シュトラウス家の亡命に関する資料や、官報に載った移住に関する広報を見ることができる。

### 美術館
小美術館 (Das Kleine Haus der Kunst)は、東ヨーロッパの芸術家による、絵画、グラフィクス、彫刻、写真を展示している。

### 年中行事
伝統色豊かな聖ゲオルクを祝う馬上行列は、4月23日 聖ゲオルクの日に行われる。行列は、グンツェンドルフの聖ニコラウス・クラチー教会からゼンフテンベルクの聖ゲオルク礼拝堂まで行われる。

## 経済と社会資本

### 交通
ブッテンハイムは、連邦アウトバーンA73沿いにあり、インターチェンジがある。また、鉄道バンベルク - ニュルンベルク線の駅もある。

## 人物
- レーフィ・シュトラウス ブルージーンズの発明者。

## 引用
1. ↑  https://www.statistikdaten.bayern.de/genesis/online?operation=result&code=12411-003r&leerzeilen=false&language=de Genesis-Online-Datenbank des Bayerischen Landesamtes für Statistik Tabelle 12411-003r Fortschreibung des Bevölkerungsstandes: Gemeinden, Stichtag (Einwohnerzahlen auf Grundlage des Zensus 2011)
2. ↑  Bayerische Landesbibliothek Online